# 寒北斗/オレゴンから愛
「寒北斗/オレゴンから愛」 (かんほくと/おれごんからあい) は、シンガーソングライターさだまさしのソロ20枚目のシングル。

## 解説

### 寒北斗
- 寒北斗は、さだまさしが自身の結婚に向けての心情を綴った歌である。
- 曲名の寒北斗は、寒い冬の夜空に輝く北斗七星が由来である。

### オレゴンから愛
- オレゴンから愛は、フジテレビ系で1984年から1996年までシリーズ化されて放送されたドラマで、アメリカ版北の国からと言われた。
- 3年前にさだまさしが音楽を担当したドラマ「北の国から」に感激したドラマ制作側からの北の国からのような音楽を作ってほしいというリクエストによりさだまさしが作曲した。
- ギターとスキャットで構成される北の国からのテーマを踏襲するも、オレゴンから愛は、ギターとスキャットに加え、壮大なストリングスで奏でられる。
- また、2番の冒頭では、短いながら歌詞もある。

## 収録曲
| 全作曲: さだまさし。 |                    |            |            |          |      |
| #                    | タイトル           | 作詞       | 作曲・編曲 | 編曲     | 時間 |
| 1.                   | 「寒北斗」         | さだまさし | さだまさし | 渡辺俊幸 | 4:06 |
| 2.                   | 「オレゴンから愛」 | さだまさし | さだまさし | 渡辺俊幸 | 3:51 |
| 合計時間:            | 合計時間:          | 合計時間:  | 合計時間:  | 7:57     |      |

## 収録アルバム
- Glass Age (1984年)(寒北斗のみ収録)
- さだまさしシングルス全集第4集(1992年)